# Financiamento climático na África do Sul

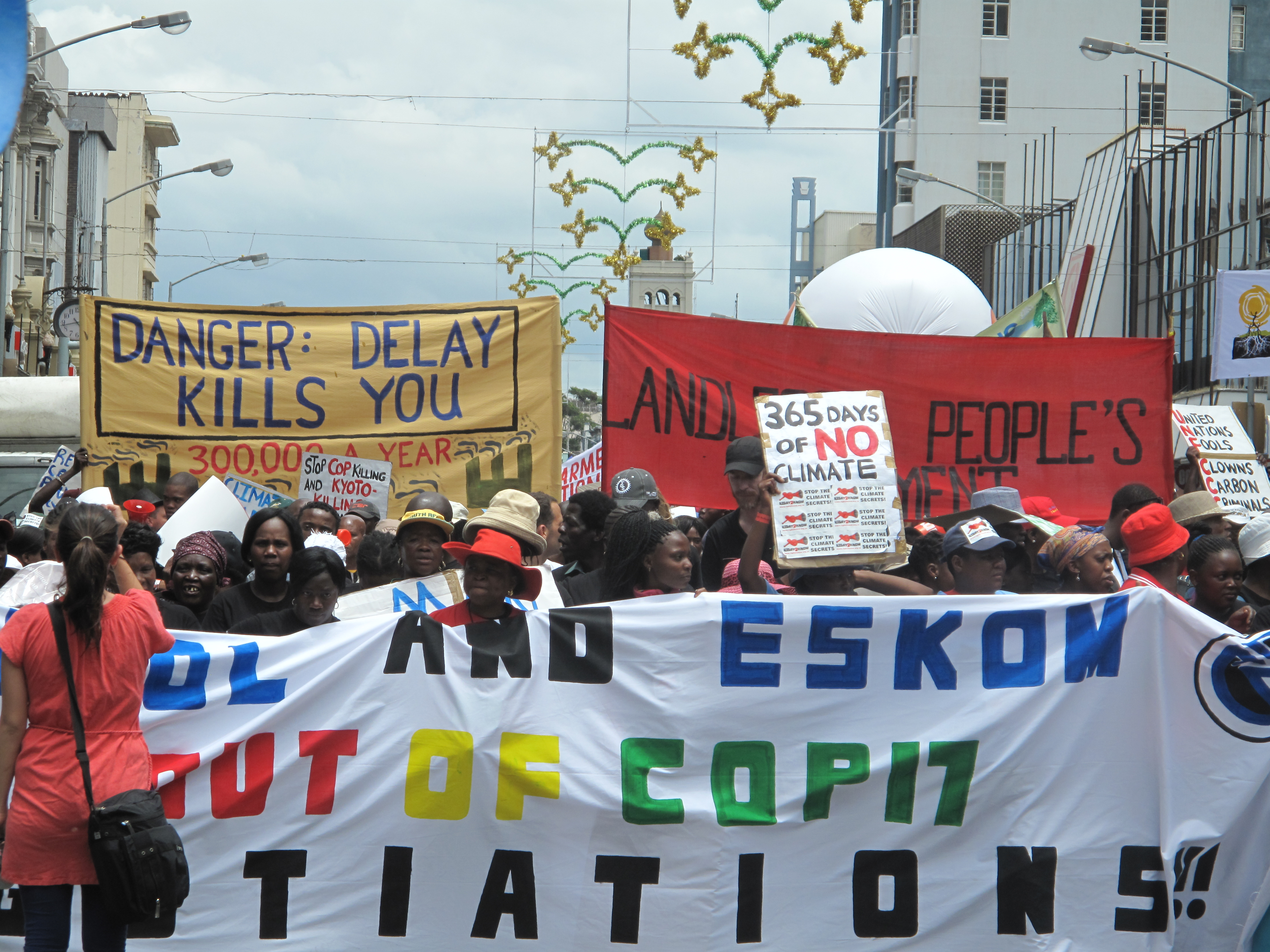
Protesto contra as mudanças climáticas durante a COP 17 em Durban

O financiamento climático na África do Sul engloba mecanismos públicos e privados destinados a apoiar a mitigação das emissões de gases de efeito estufa e a adaptação aos impactos das mudanças climáticas, mobilizando recursos nacionais e internacionais para projetos de energia renovável, resiliência hídrica, infraestrutura de baixo carbono e iniciativas de transição energética justa.
Dentre as principais iniciativas, destacam-se o Renewable Energy Independent Power Producer Procurement Programme (REIPPPP), que atraiu 16 bilhões de dólares em investimentos privados para 79 projetos de energia solar e eólica, totalizando 5.243 MW instalados; o Just Energy Transition Partnership (JETP), que prevê 8,5 bilhões de dólares de financiamento catalítico de parceiros internacionais entre 2023 e 2027 para apoiar a descarbonização; e o Fundo Verde para o Clima (GCF, sigla em inglês), que apoia projetos como o “Climate Change Resilience through South Africa’s Water Reuse Programme” (FP209) e o Embedded Generation Investment Programme (FP106). Além disso, o Development Bank of Southern Africa (DBSA) opera um Green Fund que concede até 25 milhões de rands para estudos de viabilidade e até 70 milhões de rands para investimentos, e emite bônus verdes sob seu próprio framework.
Apesar dos avanços, o país enfrenta desafios internos para absorver fundos externos que exigem maior coordenação governamental e parcerias público-privadas eficazes.

## Definição
Não existe um consenso definitivo sobre a definição de financiamento climático, mas o termo é amplamente utilizado para designar recursos financeiros mobilizados por atores públicos e privados, em níveis global e local, com o objetivo de apoiar atividades de mitigação e adaptação às mudanças climáticas. Segundo a UNFCCC, o financiamento climático deve ser caracterizado pela natureza das atividades financiadas — em vez de pelos provedores, intermediários ou instrumentos financeiros — focalizando-se em resultados de adaptação e mitigação. A COP (Conferências das Nações Unidas sobre as Mudanças Climáticas) 15 de Copenhagen, em dezembro de 2009, estabeleceu o compromisso político de mobilizar 100 bilhões de dólares anuais até 2020 para ações climáticas em países em desenvolvimento, consagrando a meta em acordos posteriores. Na COP16 de Cancun, em novembro de 2010, decidiu-se criar o GCF como fundo multilateral para prover financiamento de longo prazo a projetos de mitigação e adaptação, formalizado em 2010 e operacionalizado a partir de 2015.

## Contexto sul-africano

### Vulnerabilidades climáticas
A África do Sul está entre os países mais vulneráveis às mudanças climáticas na África, enfrentando riscos elevados de escassez hídrica, eventos extremos e impactos socioeconômicos, com índice ND-GAIN de vulnerabilidade, feito pela Universidade de Notre Dame, que a posiciona em 92º lugar entre 181 países em 2020. O Painel Intergovernamental sobre Mudanças Climáticas (IPCC) alerta que o continente africano, incluindo a África do Sul, experimentará aumentos de temperatura sem precedentes e requer significativa ampliação de financiamento para fortalecer sua capacidade adaptativa.

### Estrutura institucional e marcos legais

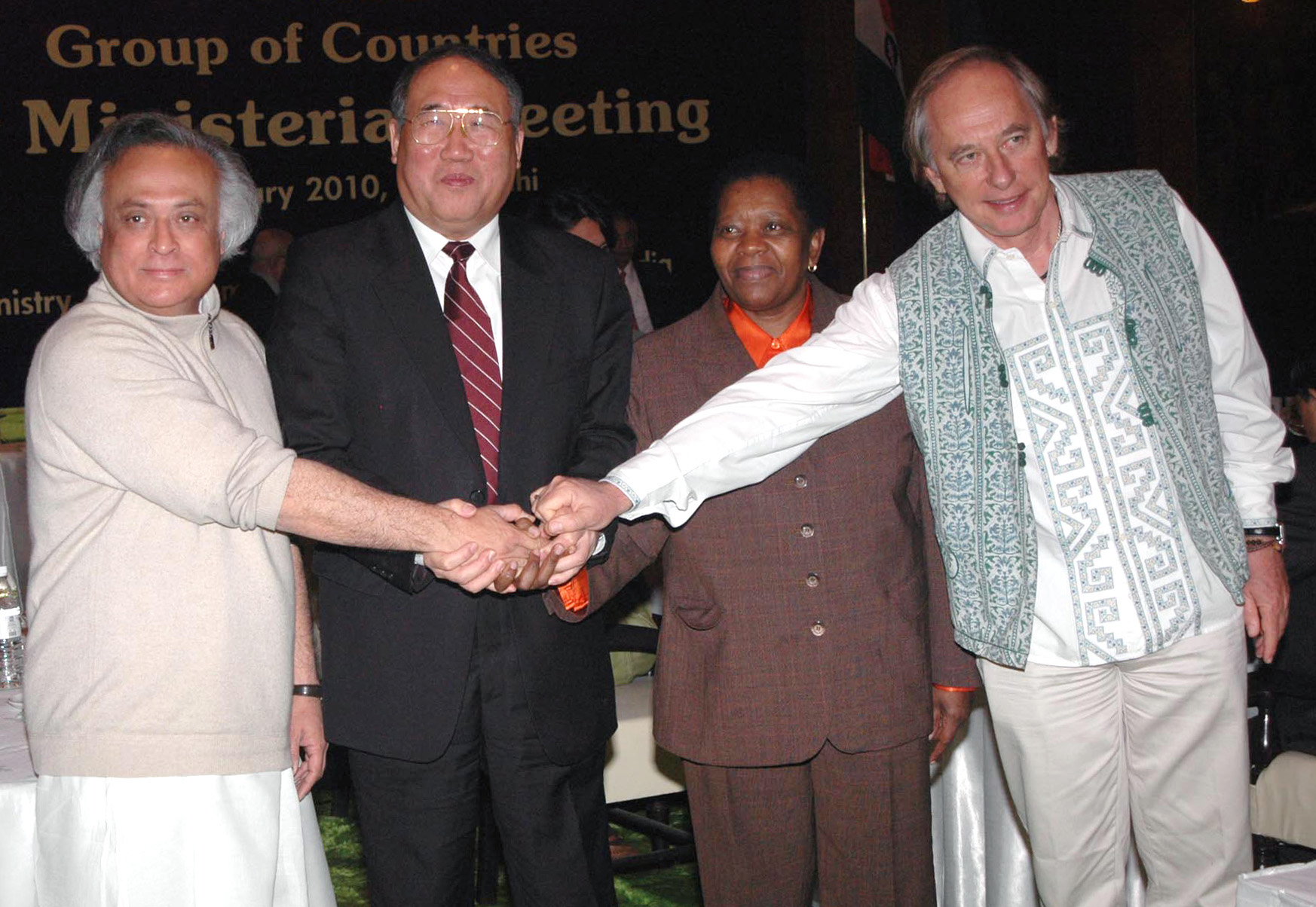
Reunião de 2010 dos ministros do meio ambiente dos países do Grupo BASIC, incluindo a África do Sul, para discutir as mudanças climáticas após a COP15

O enquadramento político-legal para o financiamento climático sul-africano inclui a Lei de Mudanças Climáticas de 2022, que instituiu limites de emissões e criou a Comissão Presidencial sobre o Clima, encarregado de monitorar o cumprimento das metas nacionais. A Contribuição Nacionalmente Determinada (NDC) da África do Sul estabelece objetivos de redução de 350 MtCO₂e até 2030, exigindo investimento médio de 535 bilhões de rands por ano, enquanto a meta de neutralidade até 2050 demandaria 334 bilhões de rands ao ano. O país também aderiu à Agenda 2030 da ONU e aos Objetivos de Desenvolvimento Sustentável (ODS), incorporando diretrizes de adaptação e mitigação no plano nacional de desenvolvimento.
Os principais instrumentos financeiros empregados na África do Sul abrangem linhas de crédito concessionais, garantias, subsídios, emissão de títulos verdes e mecanismos de mitigação de riscos, como contratos de compra de energia (PPAs) e seguros climáticos. Em 2019-2021, 75 % dos recursos foram mobilizados via empréstimos e financiamentos com juros de mercado, 18 % por meio de capital de risco e o restante em subsídios e financiamentos concessionais. A participação de instituições multilaterais, como o Banco Mundial e o Banco Africano de Desenvolvimento, é expressiva, por meio de linhas de crédito e garantias que visam reduzir o custo de captação para projetos de energia renovável e infraestrutura resiliente.

## Mecanismos de canalização e monitoramento
Os recursos de financiamento climático na África do Sul são, em grande parte, canalizados por meio de intermediários financeiros especializados, sendo o Green Fund e o Climate Finance and Green Economy (CF\&GE) Unit do Tesouro Nacional os principais pontos de convergência para a cofinanciação e coordenação de projetos de baixa emissão de carbono e adaptação climática. O Green Fund, administrado pelo Departamento de Florestas, Pesca e Meio Ambiente (DFFE) da África do Sul, funciona como um mecanismo catalítico que provê subsídios para iniciativas de energia limpa, gestão de resíduos e mobilidade sustentável, exigindo que os projetos demonstrem adicionalidade econômica e benefícios sociais claros. Paralelamente, o CF\&GE Unit articula-se com instituições multilaterais — como o Banco Mundial e o Banco Africano de Desenvolvimento — para alinhar linhas de crédito concessionais e garantias de risco, reduzindo o custo de capital e atraindo investimentos privados para empreendimentos climáticos.
Para assegurar a transparência e a eficácia na aplicação dos recursos, a África do Sul adotou o Green Finance Taxonomy, que padroniza a classificação de atividades elegíveis para financiamento verde e orienta investidores e reguladores na identificação de projetos compatíveis com objetivos de mitigação e adaptação. Em complemento, o país dispõe de um sistema nacional de Mensuração, Relato e Verificação (MRV), estabelecido no âmbito da Lei de Mudanças Climáticas de 2022, que exige que órgãos federais, provinciais e municipais submetam relatórios periódicos sobre emissões de gases de efeito estufa, progresso de medidas de adaptação e fluxos financeiros associados. Esse sistema MRV articula-se com o National Climate Change Response Monitoring and Evaluation Framework, coordenado pela Comissão Presidencial de Mudanças Climáticas, para consolidar dados de projetos financiados, avaliar impactos e orientar revisões de políticas públicas.
No nível de projetos, o South African National Biodiversity Institute (SANBI), como entidade de acesso direto ao Fundo Verde para o Clima, implementa protocolos de monitoramento de resultados socioambientais em iniciativas de restauração de ecossistemas e reuse de água, reportando indicadores de adaptação e mitigação ao Green Climate Fund. Além disso, a Small Grants Facility (SGF) do Adaptation Fund oferece apoio técnico e financeiro a comunidades vulneráveis para elaboração de propostas, garantindo que os pequenos projetos cumpram padrões de qualidade e gerem evidências de resultados. Complementarmente, o Banco de Reserva da África do Sul (SARB) desenvolve uma estrutura macroprudencial para monitorar riscos climáticos no sistema financeiro, incluindo avaliações de estresse climático em bancos e seguradoras, com o objetivo de integrar riscos físicos e de transição nas decisões de política monetária.
O Budget Review do Tesouro Nacional da África do Sul inclui um capítulo específico sobre finanças verdes, no qual são detalhadas as alocações orçamentárias para programas climáticos e os indicadores de performance, permitindo ao Legislativo e à sociedade civil acompanhar a execução dos fundos públicos destinados à mitigação e à adaptação. Por fim, a Climate Policy Initiative (CPI) contribui para o aprimoramento contínuo do sistema de rastreamento de fluxos financeiros, publicando periodicamente o relatório “South African Climate Finance Landscape”, que mapeia fontes, intermediários e instrumentos financeiros, e identifica lacunas de dados e oportunidades de aprimoramento na cadeia de canalização e monitoramento.

## Iniciativas e projetos

### Públicos
O Green Fund, gerido pelo Departamento de Florestas, Pesca e Meio Ambiente (DFFE), provê financiamento catalítico para iniciativas de baixo carbono que promovam redução da pobreza e geração de empregos, apoiando apenas projetos que não ocorreriam sem seu suporte. Estão disponíveis subsídios e aportes para gerenciamento de resíduos, eficiência energética e mobilidade sustentável.
Assinado na COP26 de 2021, o JETP é uma parceria entre Reino Unido, União Europeia, Estados Unidos e mais de seis países doadores, que comprometeu 8,5 bilhões de dólares para apoiar a transição energética justa na África do Sul, incluindo a conversão de usinas de carvão em hubs de energia limpa e requalificação de trabalhadores da mineração.
Em 2023, o Banco Mundial aprovou um empréstimo de 1 bilhão de dólares para modernizar a rede elétrica e estimular a incorporação de fontes renováveis, além de uma linha de 439,5 milhões de dólares para conversão de termelétricas de carvão em projetos híbridos de energia solar e eólica.
A África do Sul possui diversos projetos aprovados no GCF, como o “Climate Change Resilience through South Africa’s Water Reuse Programme” (FP209) e o programa “Climate Investor Two” (FP190), totalizando centenas de milhões de dólares em financiamento para adaptação e mitigação, distribuídos entre concessões e instrumentos de cofinanciamento.
Desde 2016, o Instituto Sul-Africano de Biodiversidade (SANBI) atua como entidade de acesso direto ao GCF, desenvolvendo propostas, supervisionando execuções e monitorando os resultados de projetos voltados à adaptação baseada em ecossistemas e conservação de água.

### Privados
O setor privado sul-africano mobilizou, em média, 113 bilhões de rands anuais em 2019-2021, sobretudo em projetos de energia solar, eólica e eficiência energética, representando 86 % do total de fluxos financeiros climáticos nacionais. Essas iniciativas foram financiadas por meio de dívida corporativa, títulos verdes listados nas bolsas de valores de Joanesburgo e Londres, além de investimentos de fundos de private equity especializados em tecnologia limpa. Destacam-se fundos como o Climate Investor Two, que canaliza capital de risco para empreendimentos de energias renováveis, e fintechs que oferecem soluções de microfinanciamento para adaptação nas comunidades rurais.

## Principais setores beneficiados
Os setores que concentram a maior parte dos investimentos em financiamento climático na África do Sul são energia limpa, transporte de baixo carbono, resiliência hídrica (smart water), economia circular e agricultura sustentável. Em adição, áreas como biodiversidade e conservação, gestão de resíduos e construção sustentável têm atraído volumes crescentes de recursos, sobretudo por meio de mecanismos catalíticos e instrumentos inovadores de mercado.

### Energia limpa

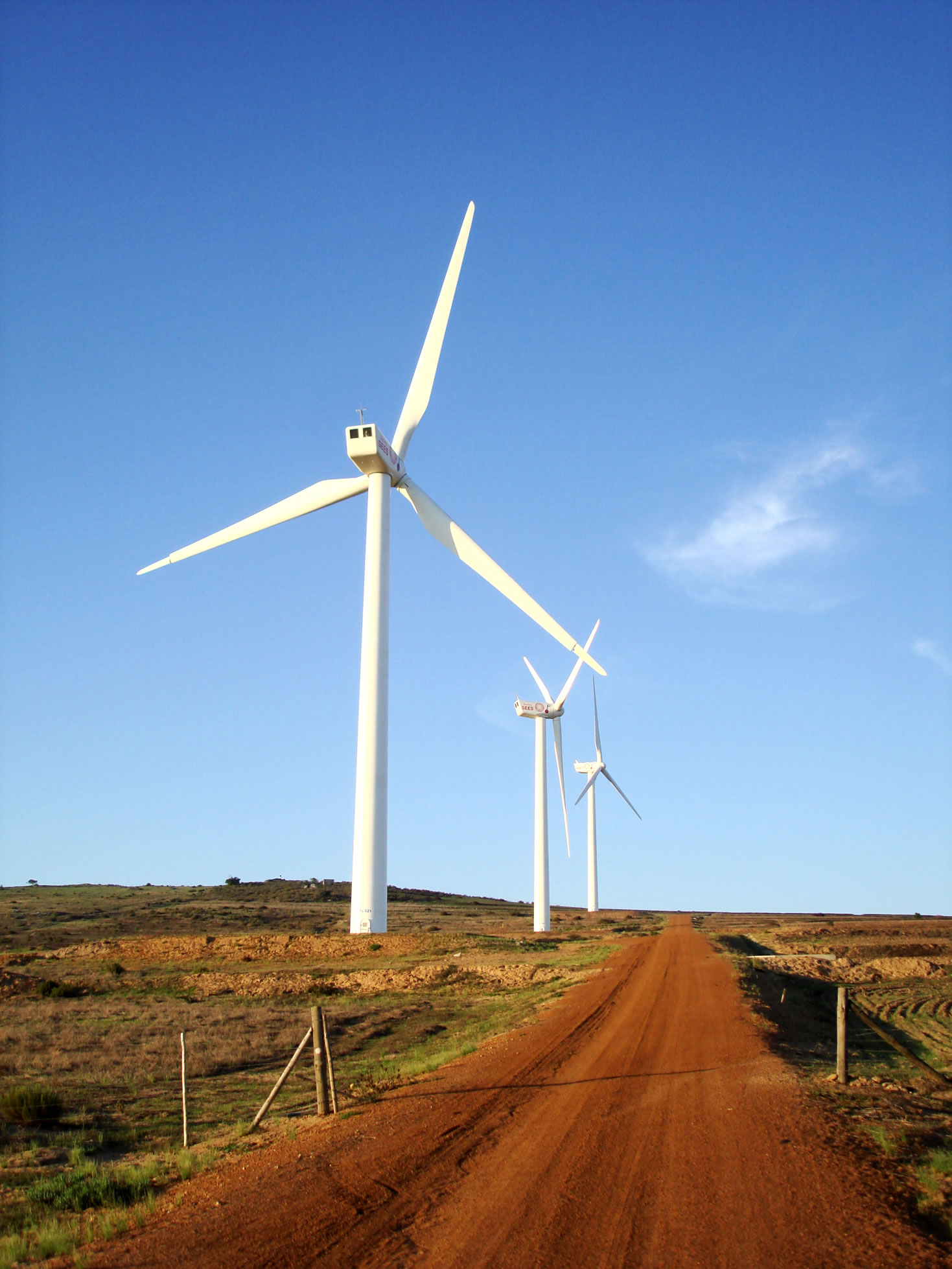
Usina eólica no Cabo Ocidental, África do Sul

O setor de energia limpa é o que mais capta recursos de financiamento climático. Projetos de geração solar fotovoltaica, parques eólicos terrestres e híbridos (solar + eólico) têm sido favorecidos por financiamentos multilaterais e privados, frequentemente estruturados como contratos de compra de energia (PPAs) de longo prazo. Além disso, programas como o Renewable Energy Independent Power Producer Procurement Programme (REIPPPP) têm atraído capital estrangeiro e garantias de risco para reduzir o custo de captação e viabilizar o descomissionamento de usinas a carvão.

### Agricultura sustentável
A agricultura sustentável concentra projetos de agroflorestamento, conservação de solo e sistemas integrados de produção resiliente à seca apoiados por subsídios do Adaptation Fund e linhas de crédito do Banco Africano de Desenvolvimento. Iniciativas de microfinanciamento e seguro climático indexado também têm sido promovidas por fintechs especializadas, visando aumentar a adaptação de pequenos produtores.

### Infraestrutura urbana e edificações
Projetos de construção sustentável e eficiência energética em edificações públicas e residenciais vêm crescendo graças a garantias parciais de crédito do Banco Mundial e subsídios do Green Fund que cobrem estudos de viabilidade e certificação ambiental, contribuindo para reduzir emissões indiretas e custos operacionais de energia. A adoção de normas nacionais de construção verde (SANS 10400-XA) tem sido incentivada por estes mecanismos.

## Desafios
O financiamento climático na África do Sul é prejudicado pela fragmentação e insuficiência de dados confiáveis sobre investimentos públicos e privados, dificultando o rastreamento, a avaliação de resultados e a tomada de decisões fundamentadas. A volatilidade macroeconômica do país, marcada por flutuações cambiais acentuadas e incertezas fiscais, eleva o custo de capital para projetos de energia limpa, tornando-os menos atrativos aos olhos de investidores de longo prazo. A dependência histórica do carvão mineral na matriz energética — responsável por cerca de 80 % da geração elétrica — impõe riscos regulatórios e operacionais, uma vez que o descomissionamento de usinas poluentes esbarra em resistências políticas e na falta de alternativas de infraestrutura. A estatal Eskom, detentora do monopólio de geração e distribuição de energia, enfrenta desafios financeiros graves e infraestrutura envelhecida, resultando em apagões frequentes que abalam a confiança de financiadores externos. A fragmentação institucional e a ausência de coordenação entre os níveis federal, provincial e municipal geram sobreposição de responsabilidades e atrasos na aprovação de projetos, especialmente na área de adaptação baseada em ecossistemas e gestão de recursos hídricos. A escassez de instrumentos financeiros concessionais e de garantias escaláveis aumenta o risco percebido pelos investidores privados, limitando a viabilização de projetos de grande porte em setores como transporte sustentável e eficiência energética industrial. Por fim, a forte concorrência por recursos orçamentários para políticas sociais e de infraestrutura convencional em um contexto de restrição fiscal contribui para a baixa priorização de iniciativas climáticas nos ciclos orçamentários nacionais.

## Perspectivas
Para mitigar os riscos e atrair capital privado, é fundamental fortalecer mecanismos de mitigação de riscos, tais como garantias parciais de crédito e linhas de cofinanciamento estruturado, que reduzam o custo de capital e aumentem a confiança dos investidores institucionais. A emissão de títulos verdes soberanos pela África do Sul pode ampliar significativamente a base de investidores, estabelecer referências de mercado em termos de prazos e preços e promover maior transparência na aplicação de recursos. A implementação célere e eficaz do Just Energy Transition Partnership (JETP), com seu compromisso de 8,5 bilhões de dólares, depende da rápida transformação de usinas de carvão em hubs de energia limpa e da requalificação da força de trabalho para as novas cadeias de valor das energias renováveis. A expansão de linhas de crédito concessionais por meio de instituições multilaterais — como o Banco Mundial e o Banco Africano de Desenvolvimento — deve ser acompanhada de critérios claros de adicionalidade e avaliação de impacto socioambiental, garantindo que o financiamento complemente e não substitua recursos públicos já existentes. A adoção de plataformas digitais de MRV é essencial para garantir a transparência e possibilitar o acompanhamento em tempo real de indicadores de desempenho climático, fortalecendo a credibilidade dos projetos junto aos financiadores. A articulação entre setor público, privado e terceiro setor, através de consórcios de investimento e parcerias público-privadas, pode catalisar recursos substanciais para infraestrutura resiliente, transporte de baixa emissão e soluções de adaptação em comunidades vulneráveis. Finalmente, investir na capacitação institucional e técnica de gestores públicos em todos os níveis e incentivar fundos de private equity especializados em tecnologia limpa contribuirá para diversificar os instrumentos financeiros disponíveis e consolidar um ecossistema de financiamento climático sustentável e inclusivo na África do Sul.